# Richard Baerwald
Richard Baerwald (ur. 17 grudnia 1867 w Królewcu, zm. 16 maja 1929 w Berlinie) – niemiecki psycholog i parapsycholog, profesor Uniwersytetu Humboldtów w Berlinie. Od 1926 do 1928 był redaktorem „Zeitschrift für Kritischen Okkultismus”.

## Wybrane prace
- Theorie der Begabung (1896)
- Der Mensch ist grösser als das Schicksal (1922)
- Die intellektuellen Phänomene (1925)
- Okkultismus und Spiritismus und ihre weltanschaulichen Folgerungen (1926)
- Psychologie der Selbstverteidigung in Kampf-, Not- und Krankheitszeiten (1927)